# فلسفه در سرزمین نبوت
فلسفه در سرزمین نبوت (به انگلیسی: Islamic Philosophy from its Origin to the Present) اثر سیّد حسین نصر سال ۲۰۰۶ میلادی به انگلیسی در آمریکا منتشر و فارسی آن به قلم بیت‌الله ندرلو از سوی نشر ترجمان علوم انسانی به فارسی عرضه شده‌است.

## معرفی
کتاب فلسفه اسلامی از آغاز تا امروز روایتی از تطور و فراز و فرود فلسفه در جهان اسلام و نسبت آن با وحی و امر قدسی است. سیدحسین نصر در کتاب هدف از تدوین و نگارش این اثر را ارائه فلسفهٔ اسلامی در قالب آموزه‌ها و تاریخ فلسفه‌ای یاد می‌کند در جهان اسلامی تحت نفوذ وحی حیات و تطور داشته و فعالیت کرده‌است. نویسنده در اثر توضیح می‌دهد که در این کتاب بیشتر روی دوران متأخر فلسفهٔ اسلامی، علی‌الخصوص در ایران، متمرکز شده‌است؛ زیرا ایران پس از حملهٔ مغول به مهم‌ترین عرصه برای ادامهٔ حیات فلسفهٔ اسلامی تبدیل شد در چنین شرایطی فلسفه هرچه بیشتر به حقایق باطنی آشکار شده از طریق وحی نزدیک شد. نویسنده معتقد است که تأکید بر فلسفهٔ اسلامی متأخر از منظر مطالعات تطبیقی نیز جالب توجه است، زیرا نشان می‌دهد که چگونه دو سنت فلسفی-یکی اسلامی و دیگری مسیحی- راه خود را از هم جدا کردند و چنان سرنوشت‌های متفاوتی را دنبال کردند.
از کتاب فلسفه در سرزمین نبوت به عنوان حاصل حدوداً پنجاه سال مطالعه و تأمل نویسنده دربارهٔ فلسفه و مسائل فلسفی یاد شده‌است.
مترجم اثر در مقدمه کتاب معتقد است که سید حسین نصر به همراه هانری کربن از جمله محققانی هستند که در تلاش بوده‌اند تا مونولوگ شرق شناسان غربی اندیش دربارهٔ تاریخ تفکر اسلامی را بشکنند و از این اثر نیز به عنوان تلاشی از سیدحسین نصر برای به چالش کشیدن روایت‌های مستشرقین دربارهٔ تفکر اسلامی یاد می‌کند.

## فصل‌های کتاب
کتاب با یادداشت مترجم و پیشگفتار و همچنین مقدمه نویسنده آغاز می‌شود و نویسنده در بخش اول گزارشی از پژوهش‌های معاصر غربی دربارهٔ فلسفه اسلامی ارائه می‌کند. تبیین جایگاه فلسفه اسلامی در جهان اسلام و روابط آن با دیگر امور و علوم و نیز معنای فلسفه اسلامی از منظر فیلسوفان مسلمان مورد توجه در این بخش است. که ذیل عنوان فلسفهٔ اسلامی و مطالعهٔ آن به طرح سه موضوع ۱) مطالعهٔ فلسفهٔ اسلامی در غرب در دوران اخیر: یک طرح کلی، ۲) معنا و نقش فلسفه در اسلام، ۳) حکمت الهی و کلام می‌پردازد.
همچنین نویسنده در بخش دوم، ذیل نام مسائل فلسفی به موضوع وجود درون‌مایه زیربنایی و اسکلت‌بندی فلسفه اسلامی پرداخته‌است؛ قلب تپنده متافیزیک در فلسفه اسلامی وجود است. موضوعی که در آرا مارتین هایدگر نیز بازتاب یافت راه نجات را بازگشت به وجود اعلام می‌کند. در فلسفه غربی از پایان متافیزیک سخن می‌آید اما جریان فلسفه اسلامی همگرایی میان وجودشناسی و متافیزیک یکی می‌شوند به طوری که در فلسفه ملاصدرا، بر اساس نظریه اصالت وجود، مطرح شده‌است. ذیل این بخش به موارد پیشرو اشاره دارد. ۴) مسئلهٔ وجود و ماهیت و وجودشناسی در فلسفهٔ اسلامی، ۵) فلسفهٔ اسلامی پساسینوی و مطالعهٔ وجود و ۶) پرسش‌های معرفت‌شناختی: روابط میان عقل، استدلال و شهود در درون چشم‌اندازهای فکری اسلامی گوناگون
بخش سوم، با نام فلسفه اسلامی در تاریخ، مفصل‌ترین قسمت کتاب است. در ابتدا نویسنده چارچوب پیشنهادی خود را برای مطالعه ارائه می‌کند به فلسفه اسلامی از آغاز تا دوره معاصر می‌پردازد، ذیل این بخش به این موارد می‌پردازد. ۷) چهارچوبی برای مطالعهٔ تاریخ فلسفهٔ اسلامی، ۸) ابعاد سنت فکری اسلامی: کلام، فلسفه و معنویت، ۹) عمر خیام شاعر-دانشمند در مقام فیلسوف، ۱۰) فلسفه در آذربایجان و مکتب شیراز، ۱۱) بازبینی مکتب اصفهان، ۱۲) ملاصدرا و شکوفایی کامل فلسفهٔ نبوی، ۱۳) از مکتب اصفهان تا مکتب تهرانو در نهایت بخش چهارم در بررسی وضعیت کنونی به ۱۴) تأملاتی دربارهٔ اسلام و تفکر مدرن و ۱۵) فلسفه در سرزمین نبوت دیروز و امروز پرداخته‌است.